# Live at Rome Olympic Stadium
Albums de Muse
The 2d Law
(2012) Drones
(2015)
Live at Rome Olympic Stadium est le quatrième enregistrement public du groupe de rock britannique Muse (après Hullabaloo en 2002, Absolution Tour en 2005 et HAARP en 2008). L'enregistrement s'est effectué au Stade olympique de Rome le 6 juillet 2013 lors de leur concert de la tournée The Unsustainable Tour. Le concert est rendu disponible depuis 2 décembre 2013 en CD-DVD/Blu-ray.

## À propos de l'album
L'album est sorti sous le format DVD et Blu-Ray et a été tourné en 4K, image très haute définition, à l'aide de 16 caméras de type Sony PMW-F55.
L'album a été amputé de nombreux titres joués sur scène, comme Survival, Isolated System et surtout Unsustainable, ce qui paraît alors paradoxal étant donné que la tournée soit nommée le Unsustainable Tour. Il manque au total 7 titres au CD, ce qui a déçu beaucoup de fans dans le monde, car sur scène, le groupe jouait entre 20 et 24 titres selon le pays où il se produisait[réf. nécessaire]. 
Le groupe a misé sur les caméras en très haute définition pour rendre le spectacle plus vivant aux yeux des téléspectateurs. La scène est la représentation même du concept de l'album : c'est la représentation parfaite d'une usine, contenant des énormes cheminées, et des énormes tuyaux contenants de l'énergie, avec une longue avancée parmi la fosse, où le groupe se produit de nombreuses fois durant le concert, notamment sur le morceau "plug in baby". Explosion au centre de l'avancée et effets pyrotechniques avec les cheminées introduisent le concert avec l'apparition sur les écrans de la speakerine du clip de Unsustainable et le premier morceau Supremacy. Le groupe rentre aussi beaucoup plus en communion avec le public, Matthew Bellamy descendant même de la scène pour un bain de foule lors de Undisclosed Desires.  
Le live est monté et étalonné dès le mois de juillet 2013, par l'équipe de production Serpent, qui déclare le 15 du mois, dans un article en ligne, être satisfaits du résultat. La date de sortie est fixée au 2 décembre 2013 soit moins de cinq mois après le jour du concert en Italie.

## CD & Blu-Ray
Le concert live est proposé en deux formats différents: CD Audio et Blu-ray ou CD Audio et DVD.

### CD
| No  | Titre                   | Durée |
| --- | ----------------------- | ----- |
| 1.  | Supremacy               | 5:14  |
| 2.  | Panic Station           | 3:12  |
| 3.  | Resistance              | 5:32  |
| 4.  | Hysteria                | 5:06  |
| 5.  | Animals                 | 4:21  |
| 6.  | Knights of Cydonia      | 8:19  |
| 7.  | Explorers               | 5:54  |
| 8.  | Follow Me               | 3:52  |
| 9.  | Madness                 | 4:37  |
| 10. | Guiding Light           | 4:18  |
| 11. | Supermassive Black Hole | 4:05  |
| 12. | Uprising                | 5:35  |
| 13. | Starlight               | 4:27  |

### DVD/Blu-Ray
1. Intro
2. Supremacy
3. Panic Station
4. Plug In Baby
5. Resistance
6. Animals
7. Knights of Cydonia
8. Explorers
9. Hysteria
10. Feeling Good
11. Follow Me
12. Madness
13. Time is Running Out
14. Guiding Light
15. Undisclosed Desires
16. Supermassive Black Hole
17. Survival
18. The 2nd Law: Isolated System
19. Uprising
20. Starlight

### Extras
1. Stockholm Syndrome (Las Vegas)
2. The 2nd Law: Unsustainable (Las Vegas)
3. Liquid State (Dallas)
4. The Road (The Film)

## Musiciens
- Matthew Bellamy - chant, guitares, piano
- Chris Wolstenholme - basse, chant, chœurs
- Dominic Howard - batterie, chœurs
- Morgan Nicholls - claviers, chœurs (ne fait pas partie officiellement du groupe)

## Certifications
| Pays           | Certification |
| -------------- | ------------- |
| Italie (FIMI)  | Or            |
| Portugal (AFP) | Or            |